# Selenicë
Selenicë, Selenica – miejscowość w południowo-zachodniej części Albanii, w okręgu Wlora, w obwodzie o tej samej nazwie. Populacja Selenicë wynosi prawie 7 tys. mieszkańców.
W mieście istnieje klub piłkarski KS Selenicë.